# Росс, Джон (чероки)
Джон Росс (3 октября 1790 — 1 августа 1866), также известный как Гувисгуви (мифологическая, или редкая перелетная птица) — главный вождь племени чероки в 1828—1860 годах. Описанный как Моисей своего народа, Росс возглавлял чероки во время их принудительного переселения на индейскую территорию в Оклахому и американской гражданской войны.

## Биография

### Ранние годы
Росс родился в Алабаме, недалеко от истока реки Куса. Он был сыном матери-чероки и шотландского отца. Его мать и бабушка по материнской линии имели смешанное происхождение от шотландцев и чероки, так как его дед по материнской линии был еще одним шотландским иммигрантом.